# Okeanos
Okeanos, Verdensstrømmen, er i græsk mytologi den vældige titan der flyder rundt om moderen Gaia og broderen og faderen Uranos. Okeanos er ophav til alle jordens kilder, floder og til den hærskare af havnymfer som grækerne kaldte okeanider.